# Banato da Bósnia
O Banato da Bósnia (em servo-croata:  Banovina Bosna / Бановина Босна), ou Banato Bósnio (Bosanska banovina / Босанска бановина), foi um estado medieval baseado no que é hoje a Bósnia e Herzegovina. Embora os reis húngaros considerassem a Bósnia como parte das Terras da Coroa Húngara, o Banato da Bósnia foi um estado independente de facto durante a maior parte da sua existência.    Foi fundada em meados do século XII e existiu até 1377, com interrupções sob a Família Šubić entre 1299 e 1324. Em 1377, foi elevado à categoria de reino. A maior parte da sua história foi marcada por uma controvérsia religioso-política que girava em torno da Igreja cristã nativa da Bósnia, condenada como herética pelas igrejas cristãs nicenas dominantes, nomeadamente a Católica Romana e a Ortodoxa Oriental, sendo a Igreja Católica particularmente antagónica e perseguindo os seus membros através do Húngaros. 

## Contexto histórico
Em 1136, Bela II da Hungria invadiu a alta Bósnia pela primeira vez e criou o título "Bano da Bósnia", inicialmente apenas como um título honorário para seu filho adulto, Ladislau II da Hungria. Durante o século XII, os governantes do Banato da Bósnia agiram de forma cada vez mais autônoma em relação à Hungria e/ou Bizâncio. Na realidade, as potências externas tinham pouco controlo sobre as regiões montanhosas e algo periféricas que constituíam o Banato da Bósnia. 

## História

### História antiga e Kulin

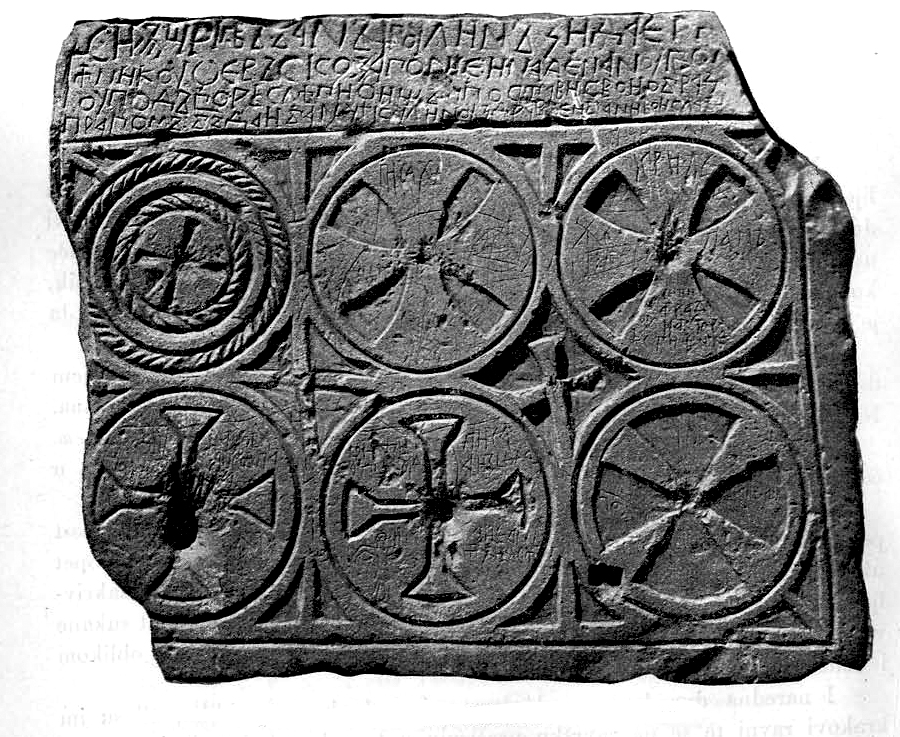
Placa do Ban Kulin de 1193, encontrada em Biskupići

Ban Borić aparece como o primeiro governante bósnio conhecido, em 1154, como um vassalo húngaro,   que participou do cerco de Braničevo como parte das forças do rei húngaro. Em 1167 ele esteve envolvido em ofensivas contra os bizantinos quando forneceu tropas para os exércitos húngaros  A guerra terminou com a retirada do exército húngaro na Batalha de Sirmium, perto de Belgrado em 1167.  O envolvimento de Borić na guerra indica que a Bósnia fazia parte do reino húngaro naquela época. Os húngaros pediram a paz em termos bizantinos e reconheceram o controle do império sobre a Bósnia, Dalmácia, Croácia ao sul do rio Krka, bem como Fruška Gora. A Bósnia fez parte de Bizâncio de 1167 a 1180, mas como a Bósnia era uma terra distante, o domínio sobre ela era provavelmente nominal. 
Na época da morte do imperador Manuel I Comneno (1180), a Bósnia era governada por Ban Kulin que conseguiu libertá-la da influência bizantina através da aliança com o rei húngaro Bela III, e com a ajuda do governante sérvio Estêvão Nemânia e do seu irmão Miroslav de Hum, com quem travou com sucesso uma guerra em 1183 contra os bizantinos. Kulin garantiu a paz, embora continuasse como vassalo nominal do rei húngaro.  mas não há provas de que os húngaros tenham ocupado áreas da Bósnia central. 
Os emissários do Papa da época chegaram diretamente a Kulin e referiram-se a ele como "senhor da Bósnia".  Kulin foi frequentemente referido como "veliki ban bosanski" (Grande Ban da Bósnia) pelos contemporâneos e por seu sucessor Matej Ninoslav.  Ele teve um efeito poderoso no desenvolvimento da história inicial da Bósnia, sob cujo governo existiu uma era de paz e prosperidade. 
Em 1189, Ban Kulin emitiu o primeiro documento escrito da Bósnia, hoje conhecido como Carta de Ban Kulin, em cirílico bósnio, documento diplomático relativo às relações comerciais com a cidade de Ragusa (Dubrovnik).  O governo de Kulin também marcou o início de uma controvérsia envolvendo a Igreja indígena da Bósnia (um ramo do Bogomilismo), uma seita cristã considerada herética tanto pela Igreja Católica Romana quanto pela Igreja Ortodoxa Oriental. Sob ele, a "Era Bósnia de Paz e Prosperidade" viria a existir.

### Heresia e abjuração de Bilino Polje
Em 1203, o grão-príncipe sérvio Vukan Nemanjić acusou Kulin de heresia e apresentou um apelo oficial ao papa. Em Bilino Polje Kulin assinou a  abjuração afirmando que sempre foi um católico fiel e salvou o Banato da Bósnia da intervenção externa. Em 1203, Kulin agiu para neutralizar a ameaça de intervenção estrangeira. Um sínodo foi realizado por sua instigação em 6 de abril. Após a Abjuração de Bilino Polje, Kulin conseguiu manter a Diocese da Bósnia sob a Arquidiocese de Ragusa, limitando assim a influência húngara. Os erros abjurados pela nobreza bósnia em Bilino Polje parecem ter sido erros de prática, decorrentes da ignorância, e não de doutrinas heréticas.  Kulin também reafirmou a sua lealdade à Hungria, mas, apesar disso, a autoridade da Hungria permaneceu apenas nominal. 
André II em 1225 deu a Bósnia ao Papa, que esperava que o rei, como senhor da Bósnia, limpasse os hereges, mas foi transferido para o Arcebispo Ugrin Csák. As ambições do rei húngaro permaneceram inalteradas muito depois da morte de Kulin em 1204. A política de Kulin foi mal continuada desde a morte de Ban em 1204 por seu filho e herdeiro, Stjepan Kulinić, que parece ter permanecido alinhado com a Igreja Católica. Stjepan acabou sendo deposto em 1232.
A Igreja da Bósnia substituiu Kulinić à força por um nobre chamado Matej Ninoslav (1232–1250). Isto causou más relações com a Sérvia já que o governante anterior era parente da dinastia Nemanjić. Por esta altura, um parente de Ninoslav, Prijezda I, converteu-se novamente ao catolicismo (anteriormente mudou para a Igreja da Bósnia por um curto período de tempo). Ninoslav acabou se tornando um protetor da Igreja Bósnia. Em 1234, o rei húngaro André II deu o Banato da Bósnia ao duque Coloman. Para piorar a situação, o legítimo sucessor ao trono bósnio da dinastia Kulinić, o conde Sibislav de Usora, filho do ex-Ban Stjepan, começou a atacar as posições de Ninoslav, tentando tomar Banate para si. O Papa Gregório IX substituiu o herético bispo bósnio em 1235 por João de Wildeshausen, então Mestre Geral da Ordem Dominicana e mais tarde declarado santo, e confirmou o duque Coloman como o novo banimento legítimo da Bósnia.

### Cruzada Bósnia

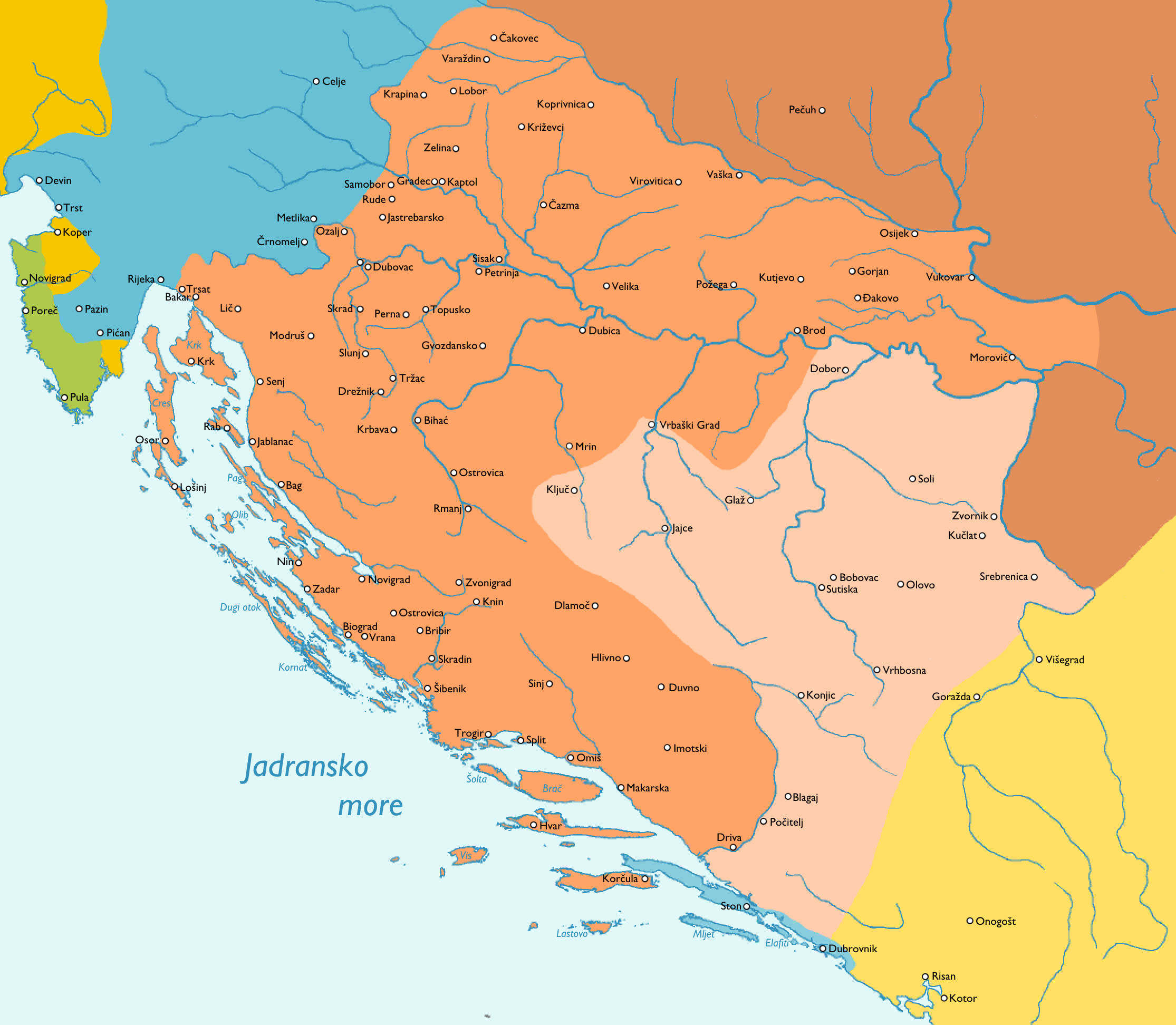
O Banato da Bósnia em 1358

A Cruzada Bósnia liderada pelo bispo João e Coloman durou cinco anos completos. A guerra apenas canalizou mais apoio para Ninoslav, já que apenas Sibislav ficou ao lado do Papa na Cruzada. Ninoslav emitiu um édito à República de Ragusa em 22 de maio de 1240, afirmando que a colocou sob sua proteção no caso de um ataque do rei sérvio Estêvão Ladislau. O apoio de Ragusa foi essencial para apoiar a guerra de Matej Ninoslav. O único impacto significativo que a Cruzada Bósnia teve foi o aumento do sentimento anti-húngaro entre a população local, um factor importante na política que contribuiu para a conquista otomana da Bósnia em 1463 e durou para além dela.
Foi também uma resposta devido às péssimas relações entre a Bósnia e a Sérvia, já que a Sérvia não enviou nenhuma ajuda a Ninoslav contrariamente à aliança tradicional. Coloman passou o governo do Banato da Bósnia para o primo distante de Ninoslav, Prijezda, que só conseguiu mantê-lo por dois ou três anos. Em 1241, os tártaros invadiram a Hungria, então Coloman teve que recuar da Bósnia. Matej Ninoslav retomou imediatamente o controle, enquanto Prijezda fugiu para o exílio na Hungria. O rei Bela IV estava em retirada, o que permitiu a Ninoslav restaurar o controle sobre a maior parte da Bósnia. Os tártaros foram combatidos pelos croatas, mandando-os de volta através da Bósnia, trazendo mais destruição à terra. O édito para Ragusa foi reeditado em março de 1244. Ninoslav esteve envolvido na guerra civil que eclodiu na Croácia entre Trogir e Split, ficando ao lado de Split. O rei Bela IV da Hungria ficou muito frustrado e considerou isso uma conspiração, então ele enviou um contingente para a Bósnia, mas Ninoslav posteriormente fez a paz. Em 1248, Ninoslav salvou astuciosamente suas terras de mais uma cruzada papal solicitada pelo arcebispo húngaro.
Durante o resto do seu reinado, Ban Ninoslav Matej tratou de assuntos internos na Bósnia. A sua morte depois de 1249, possivelmente em 1250, trouxe alguns conflitos pelo trono; já que a Igreja Bósnia desejava alguém da sua própria esfera de interesse, e o lado húngaro desejava alguém que pudessem controlar facilmente. Eventualmente, o rei Bela IV conquistou e pacificou a Bósnia e conseguiu colocar o primo católico de Ninoslav, Prijezda, como a proibição da Bósnia. Ban Prijezda perseguiu impiedosamente a Igreja da Bósnia. Em 1254, o banato croata logo conquistou Zahumlje do rei sérvio Estêvão Uresis I durante a guerra da Hungria contra a Sérvia, mas a paz restaurou Zahumlje à Sérvia.
Outra campanha húngara foi lançada contra a Bósnia em 1253, mas não houve evidências de que tenham chegado ao Banato da Bósnia. No entanto, a Hungria controlou as regiões do norte de Usora e Soli através dos seus governantes vassalos. O banato bósnio continuou a existir como entidade independente de facto, mesmo depois de Ninoslav. 

### Dinastia Kotromanić
O reino de Prijezda I (fundador da dinastia Kotromanić) era significativamente menor que o de Ninoslav, tendo as regiões do norte de Usora e Soli sido separadas pela coroa húngara. Em 1284, este território contíguo foi concedido ao cunhado do rei Ladislau IV da Hungria, o deposto rei sérvio Dragutino. No mesmo ano, Prijezda arranjou o casamento de seu filho, Estêvão I, com a filha de Dragutin, Isabel. O casamento teve grandes consequências nos séculos seguintes, quando os descendentes Kotromanić de Estêvão e Isabel reivindicaram o trono da Sérvia.  Prijezda foi forçado a retirar-se do trono em 1287 devido à sua idade avançada. Ele passou suas últimas horas em sua propriedade em Zemljenik.
Os húngaros reafirmaram a sua autoridade sobre territórios como Soli, Usora, Vrbas, Sana no início do século XIII. O território que Ban Prijezda, um leal vassalo húngaro, controlava ficava possivelmente na parte norte da atual Bósnia, entre os rios Drina e Bosna. O Banato da Bósnia ao sul permaneceu independente, mas não conhecemos seus governantes, sucessores do banimento Ninoslav. 
Ele foi herdado por Prijezda II que governou de forma independente de 1287 a 1290, mas mais tarde junto com seu irmão Estêvão I Kotromanić.

### Restauração e Expansão

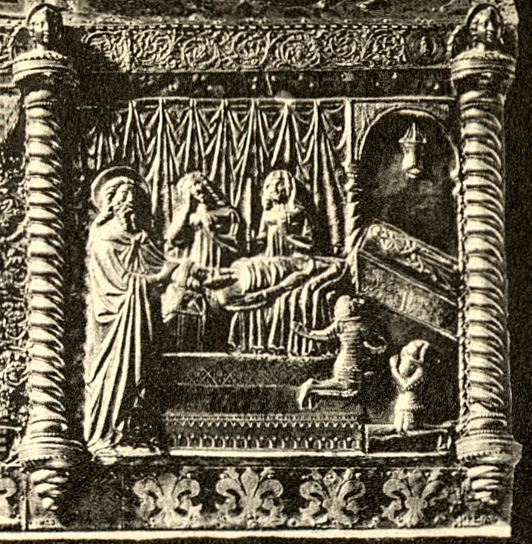
Tvrtko com sua mãe, irmão e prima Elizabeth no leito de morte de seu tio Estêvão, conforme retratado no baú de São Simeão no final da década de 1370

Durante o final do século XIII e por volta do primeiro quartel do século XIV, até a Batalha de Bliska, o banato da Bósnia estava sob o domínio das proibições croatas da família Šubić. Após a derrota na Batalha de Bliska, Mladen II foi capturado por Carlos I, que o levou para a Hungria, o que desencadeou a restauração da dinastia Kotromanić. 
Estêvão II foi Ban da Bósnia desde 1314, mas na realidade de 1322 a 1353 junto com seu irmão, Vladislav Kotromanić em 1326-1353. 
Em 1326, Ban Estêvão II atacou a Sérvia em uma aliança militar com a República de Ragusa e conquistou Zahumlje (ou Hum),   ganhando mais da costa do Mar Adriático, da foz do Neretva a Konavle, com áreas significativas da população ortodoxa sob o Arcebispado de Ocrida e população mista ortodoxa e católica nas áreas costeiras e ao redor de Ston.  Ele também se expandiu para Završje, incluindo os campos de Glamoč, Duvno e Livno. Imediatamente após a morte do rei sérvio Estêvão Milutino em 1321, ele não teve problemas em adquirir suas terras de Usora e Soli, que incorporou totalmente em 1324. 
Em 1329, Ban Estêvão II Kotromanić empurrou outra tentativa militar para a Sérvia, atacando Lorde Vitomir de Trebinje e Konavle, mas a parte principal de sua força foi derrotada pelo Jovem Rei Dušan que comandava as forças do Rei Stefan Dečanski em Priboj. O cavalo do Ban foi morto na batalha, e ele teria perdido a vida se seu vassalo Vuk não lhe tivesse dado seu próprio cavalo. Ao fazer isso, Vuk sacrificou a própria vida e foi morto pelas tropas sérvias em batalha aberta. Assim, o Ban conseguiu adicionar Nevesinje e Zagorje ao seu reino.
Ao longo do seu reinado no século XIV, Estêvão governou as terras de Sava ao Adriático e de Cetina a Drina. Ele dobrou o tamanho do seu estado e alcançou total independência dos países vizinhos.  Ban Estêvão II jogou os reis de Veneza e da Hungria um contra o outro, governando lentamente cada vez mais de forma independente e logo iniciou uma conspiração com alguns membros da nobreza croata e húngara contra seu soberano e sogro húngaro.
Em 1346, Zadar finalmente regressou a Veneza, e o rei húngaro, vendo que tinha perdido a guerra, fez a paz em 1348. Banimento da Croácia Mladen II Šubić opôs-se fortemente à política de Estêvão II, acusando-o de traição e as relações entre os dois banimentos pioraram desde então. Em 1342 foi estabelecido o Vicariato Franciscano da Bósnia.  Durante o reinado de Stjepan II Kotromanić, todas as três igrejas (Igreja Bósnia, Ortodoxa, Católica) estavam ativas no Banato da Bósnia.

### Reinado de Tvrtko I

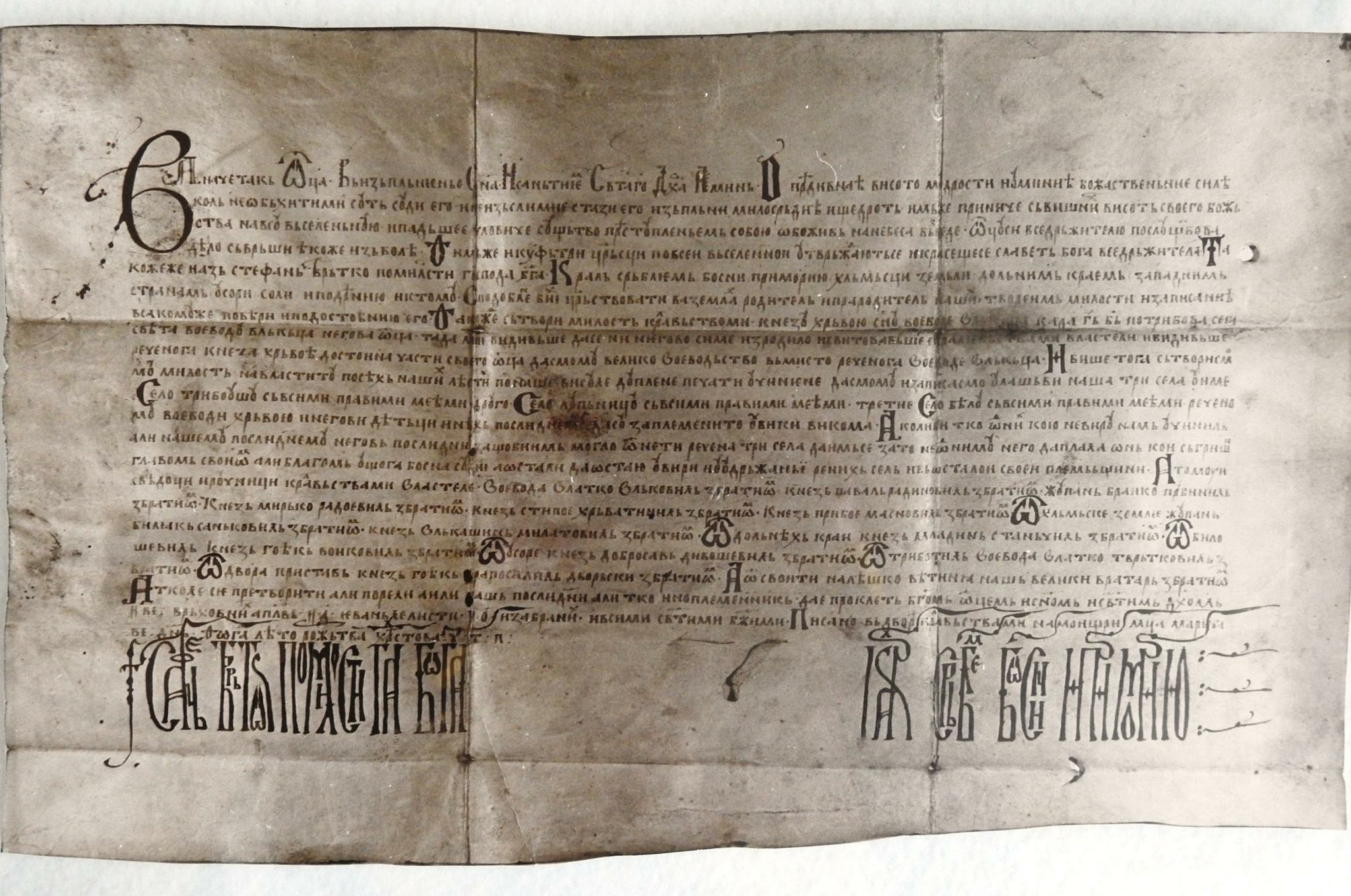
Carta do Rei Tvrtko I Kotromanić, escrita em Moštre

Tvrtko, no entanto, tinha apenas quinze anos na época,  então seu pai, Vladislav, governou como regente.  Logo após sua ascensão, Tvrtko viajou com seu pai por todo o reino, para acertar relações com seus vassalos.  Jelena Šubić, mãe de Tvrtko, substituiu Vladislav como regente após sua morte em 1354. Ela imediatamente viajou para a Hungria para obter o consentimento do rei Luís I, seu suserano, para a ascensão de Tvrtko. Após seu retorno, Jelena realizou uma assembleia (stanak) em Mile, com mãe e filho confirmando as posses e privilégios dos nobres de "toda a Bósnia, Donji Kraji, Zagorje e a terra de Hum". 
No início do seu governo pessoal, o jovem Ban aumentou consideravelmente o seu poder.  Embora enfatizasse constantemente sua subordinação ao rei, Tvrtko começou a considerar a lealdade dos nobres Donji Kraji a Luís como uma traição contra si mesmo.  Em 1363, eclodiu um conflito entre os dois homens.   Em abril, o rei húngaro começou a reunir um exército  Um exército liderado pelo próprio Luís atacou Donji Kraji,  onde a nobreza estava dividida em suas lealdades entre Tvrtko e Luís.  Um mês depois, um exército liderado pelo Palatino da Hungria, Nicholas Kont, e pelo Arcebispo de Esztergom, Nicholas Apáti, atacou Usora.   Vlatko Vukoslavić desertou para Luís e rendeu-lhe a importante fortaleza de Ključ, mas Vukac Hrvatinić conseguiu defender a fortaleza de Soko Grad na župa de Pliva, forçando os húngaros a recuar.  Em Usora, a Fortaleza de Srebrenik resistiu a um "ataque massivo" do exército real,  que sofreu o constrangimento de perder o selo do rei.  A defesa bem-sucedida de Srebrenik marcou a primeira vitória de Tvrtko contra o rei húngaro.  A unidade dos magnatas locais diminuiu assim que os húngaros foram derrotados, enfraquecendo a posição de Tvrtko e de uma Bósnia unida.

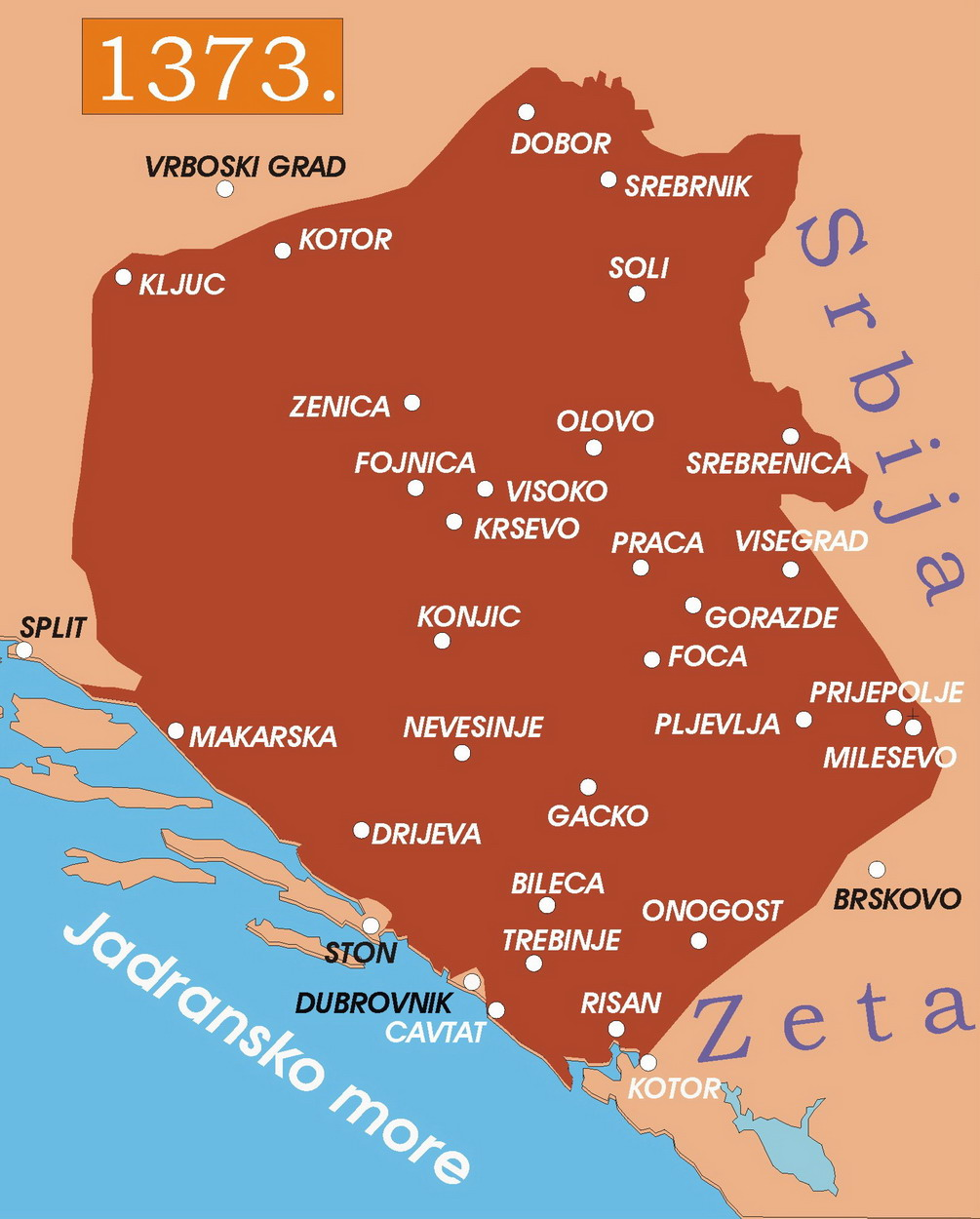
O Banato da Bósnia em 1373

A anarquia aumentou e, em fevereiro do ano seguinte, os magnatas revoltaram-se contra Tvrtko e destronaram-no.   Ele foi substituído por seu irmão mais novo, Vuk,   Tvrtko e Jelena refugiaram-se na corte real húngara, onde foram recebidos pelo antigo inimigo e suserano de Tvrtko, o rei Luís.  Tvrtko regressou à Bósnia em março e restabeleceu o controlo sobre uma parte do país no final do mês, incluindo as áreas de Donji Kraji, Rama (onde então residia), Hum e Usora.  
Ao longo do ano seguinte, Tvrtko forçou Vuk para o sul, eventualmente obrigando-o a fugir para Ragusa. Sanko, o último apoiador de Vuk, submeteu-se a Tvrtko no final do verão e foi autorizado a manter suas participações.   Os oficiais ragusanos fizeram um esforço para conseguir a paz entre os irmãos rivais,  e em 1368, Vuk pediu ao Papa Urbano V que interviesse junto ao rei Luís I em seu nome.   Esses esforços foram inúteis; mas em 1374, Tvrtko reconciliou-se com Vuk em termos muito generosos. 
A morte de Dušan, o Poderoso e a ascensão de seu filho Uroš, o Fraco, em dezembro de 1355, foi logo seguida pela dissolução do outrora poderoso e ameaçador Império Sérvio. Desintegrou-se em senhorios autónomos que, por si só, não conseguiam resistir à Bósnia. Isso abriu caminho para que Tvrtko se expandisse para o leste, mas problemas internos o impediram de aproveitar a oportunidade imediatamente.
Em meados do século XIV, o Banato da Bósnia atingiu seu auge sob o jovem ban Tvrtko Kotromanić, que chegou ao poder em 1353 e foi coroado em 26 de outubro de 1377. 

## Economia

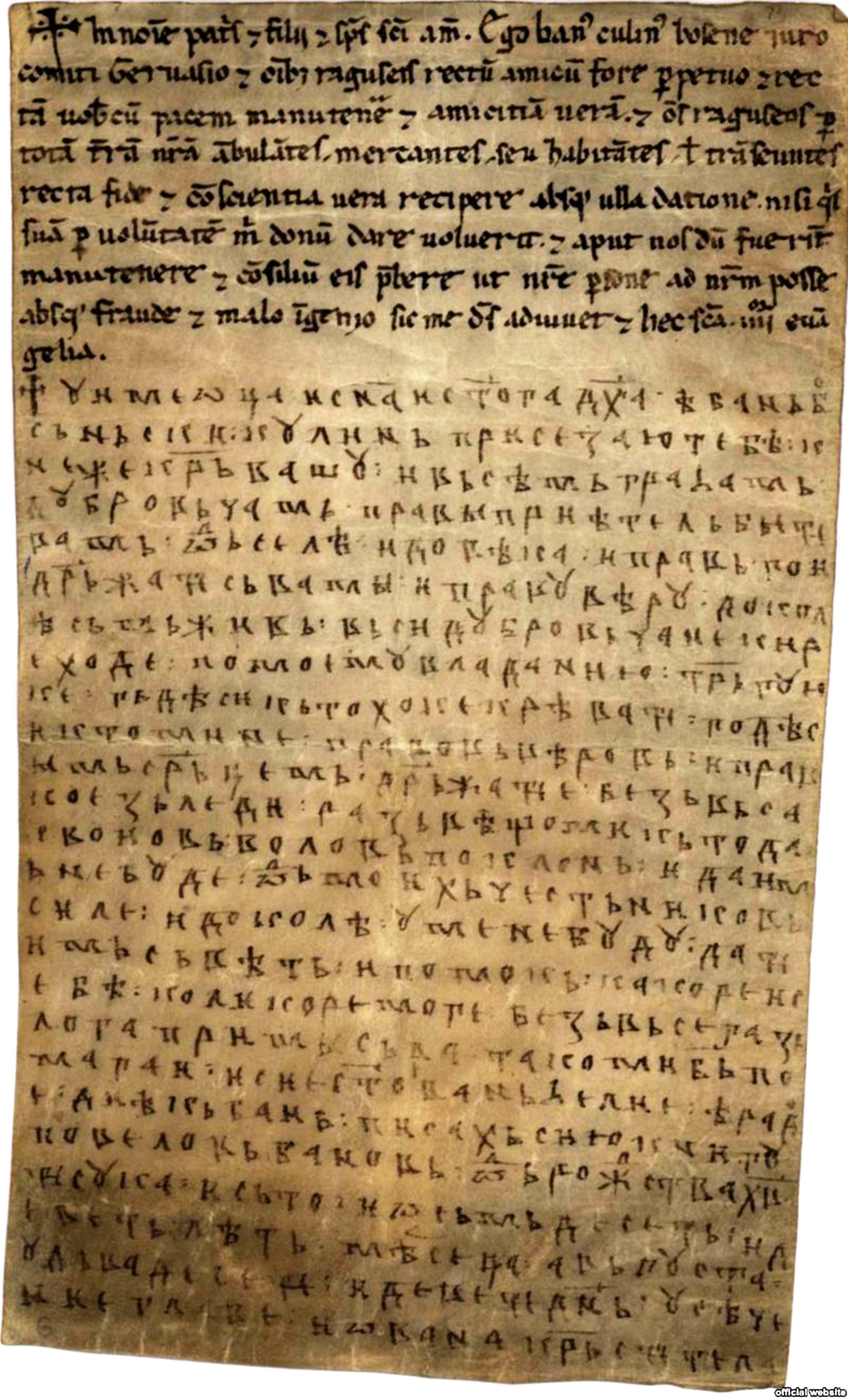
Carta de Ban Kulin, acordo comercial entre a Bósnia e a República de Ragusa

O segundo o governante bósnio, Ban Kulin, fortaleceu a economia do país através de tratados com Dubrovnik em 1189 e Veneza. A Carta de Ban Kulin foi um acordo comercial entre a Bósnia e a República de Ragusa que regulamentou efetivamente os direitos comerciais de Ragusa na Bósnia, escrito em 29 de agosto de 1189. É um dos documentos estatais escritos mais antigos dos Bálcãs e está entre os documentos históricos mais antigos escritos em Bosančica.
A exportação de minérios metálicos e trabalhos em metal (principalmente prata, cobre e chumbo) formou a espinha dorsal da economia bósnia, já que esses bens junto com outros como cera, prata, ouro, mel e couro cru eram transportados através dos Alpes Dináricos até a costa pela Via Narenta, onde foram comprados principalmente pelas Repúblicas de Ragusa e Veneza.  O acesso à Via Narenta foi crucial para a economia bósnia, o que só foi possível após o ban Estêvão II ter conseguido assumir o controlo da rota comercial durante as suas conquistas de Hum. Os principais centros comerciais eram Fojnica e Podvisoki.

## Religião

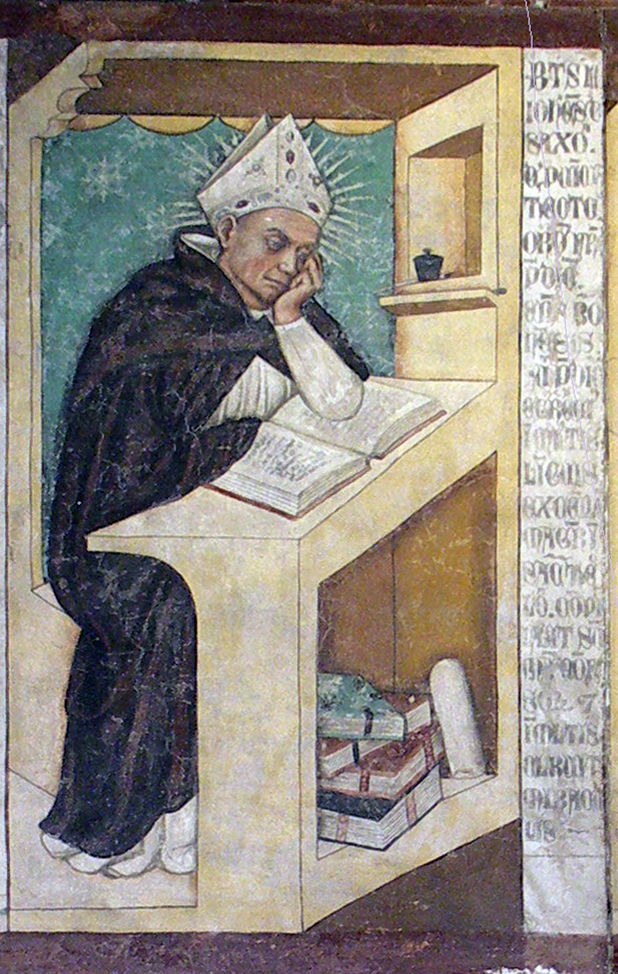
João de Wildeshausen, bispo da Bósnia

As missões cristãs emanadas de Roma e Constantinopla começaram a avançar para os Bálcãs no século IX, cristianizando os eslavos do sul e estabelecendo fronteiras entre as jurisdições eclesiásticas da Sé de Roma e da Sé de Constantinopla. O Cisma Leste-Oeste levou então ao estabelecimento do Catolicismo Romano na Croácia e na maior parte da Dalmácia, enquanto a Ortodoxia Oriental passou a prevalecer na Sérvia.  Situada no meio, a montanhosa Bósnia estava nominalmente sob o domínio de Roma,  mas o catolicismo nunca se tornou firmemente estabelecido devido a uma fraca organização eclesial  e comunicações deficientes.  A Bósnia medieval permaneceu assim uma "terra de ninguém entre religiões" em vez de um ponto de encontro entre as duas Igrejas,  levando a uma história religiosa única e ao surgimento de uma "igreja independente e um tanto herética ". 
Embora a Bósnia tenha permanecido pelo menos nominalmente católica na Alta Idade Média, o bispo da Bósnia era um clérigo local escolhido pelos bósnios e depois enviado ao arcebispo de Ragusa exclusivamente para ordenação. Embora o Papado já insistisse em usar o latim como língua litúrgica, os católicos bósnios mantiveram a língua eslava da Igreja.  A ordem franciscana chegou à Bósnia na segunda metade do século XIII, com o objetivo de erradicar os ensinamentos da Igreja Bósnia. O primeiro vicariato franciscano na Bósnia foi fundado em 1339/40. Stephen II Kotromanić foi fundamental no estabelecimento do vicariato. Em 1385. eles tinham quatro mosteiros em Olovo, Mile, Kraljeva Sutjeska e Lašva. 

## Lista de governantes
- Ladislau II da Hungria (1137-1159)
- Ban Borić (1154-1164)
- Ban Kulin (1180-1204)
- Stephen Kulinić (1204-1232)
- Matej Ninoslav (1232-1250)
- Prijezda I (1250-1287)
- Prijezda II (1287-1290)
- Stjepan I Kotromanić (1287-1314), junto com Prijezda II 1287-1290, como ban vassalo 1290-1314
- Mladen I Šubić de Bribir (1299-1304)
- Mladen II Šubić de Bribir (1304-1322)
- Stjepan II Kotromanić (1314-1353), como ban vassalo 1314-1322, independentemente 1322-1353
- Tordácato I da Bósnia (1353—1366)
- Vuk Kotromanić (1366-1367)
- Tordácato I da Bósnia (1367-1377)